# Julio Iranzo
Julio Iranzo Domínguez (Madrid, 1930) es un militar del cuerpo Jurídico del Ejército de Tierra donde alcanzó el grado de coronel, doctor en Derecho, abogado, Profesor Mercantil  y político español, gobernador civil de Cuenca y Guipúzcoa durante la dictadura franquista.

## Biografía
Nacido el 22 de abril de 1930 en Madrid, fue nombrado en 1968 gobernador civil de Cuenca, y, posteriormente, en 1970, de Guipúzcoa, donde también desempeñó el cargo de jefe provincial del Movimiento.
Iranzo, en cuyo domicilio del número 47 de la avenida de Concha Espina tuvo lugar la firma del acuerdo de conformación de Alianza Popular en octubre de 1976, se convirtió en el primer secretario general de dicha formación política.
Fue Asesor de la Subsecretaría del Ministerio del Ejército y de las Direcciones Generales de Fortificación y Obras. Profesor Ayudante de Derecho Político en las Universidades de Valladolid y Madrid. Igualmente fue Vicepresidente del Banco Hipotecario de España. El 4 de diciembre de 2014 fue nombrado Caballero de Honor de la Fundación Nacional Francisco Franco, FNFF.
Fallecido en Madrid, el 23 de abril de 2022.

## Reconocimientos
- Cruz de Honor de San Raimundo de Peñafort (1969)[8]
- Gran Cruz de la Orden de Cisneros (1974)[9]